# Chymedax delicatulus
Chymedax delicatulus là một loài ruồi trong họ Asilidae. Chymedax delicatulus được Hull miêu tả năm 1958. Loài này phân bố ở miền Ấn Độ - Mã Lai.